# Marija Alexandrowna Denissowa-Schtschadenko
Marija Alexandrowna Denissowa-Schtschadenko, geboren Marija Alexandrowna Denissowa, (russisch Мария Александровна Денисова-Щаденко; * 21. Oktoberjul. / 2. November 1894greg. in Charkow; † 10. Dezember 1944 in Moskau) war eine russisch-sowjetische Künstlerin und Bildhauerin.

## Leben
Denissowa stammte aus einer Bauernfamilie aus dem Gouvernement Smolensk. Sie lernte in einem privaten Malerei-Atelier und besuchte dann eine Kunstschule. In Odessa lernte sie im März 1914 Wladimir Wladimirowitsch Majakowski auf seiner Schwarzmeertour kennen. Daraus entstand eine engere Beziehung, aus der Majakowskis Gedicht Wolke in Hosen (Облако в штанах) entstand.
Denissowa heiratete den Ingenieur Wassili Lwowitsch Strojew, mit dem sie in die Schweiz ging und ihre Tochter Alissa bekam. Während des Ersten Weltkriegs studierte sie Malerei und Bildhauerei in Lausanne und Genf (1914–1918).
Nach der Oktoberrevolution trennte sich das Ehepaar, indem Strojew nach England ging und Denissowa mit ihrer Tochter sich in Moskau niederließ. Im Russischen Bürgerkrieg leitete sie in der 1. Roten Reiterarmee die Kunst- und Agitationsabteilung. Sie malte Agit-Plakate, zeichnete Karikaturen und stand auf der Bühne. Sie erkrankte dreimal an Typhus und wurde verwundet. Sie heiratete Jefim Afanasjewitsch Schtschadenko aus dem Revolutionsmilitärsowjet der 1. Roten Reiterarmee.

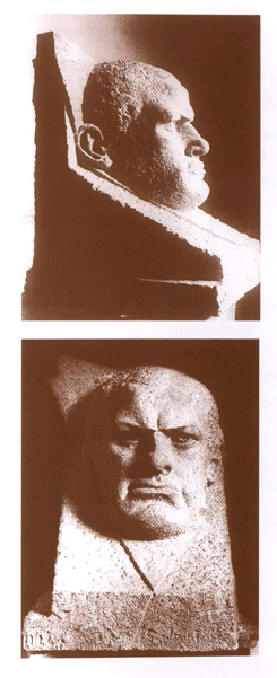
Denissowas Majakowski-Büste (1925–1927)

Denissowa studierte in Moskau in den Höheren Künstlerisch-Technischen Werkstätten mit Abschluss 1925. Sie schuf große Skulpturen, die auf internationalen Biennalen in Genf, Venedig, Warschau, Zürich, Bern und Kopenhagen ausgestellt wurden. Mehrfach stellte sie ihre Werke in Moskau aus.
In ihren letzten Jahren war sie schwer krank, was zu ihrem Suizid 1944 führte. Sie wurde auf dem Nowodewitschi-Friedhof begraben.